# Tom Landry

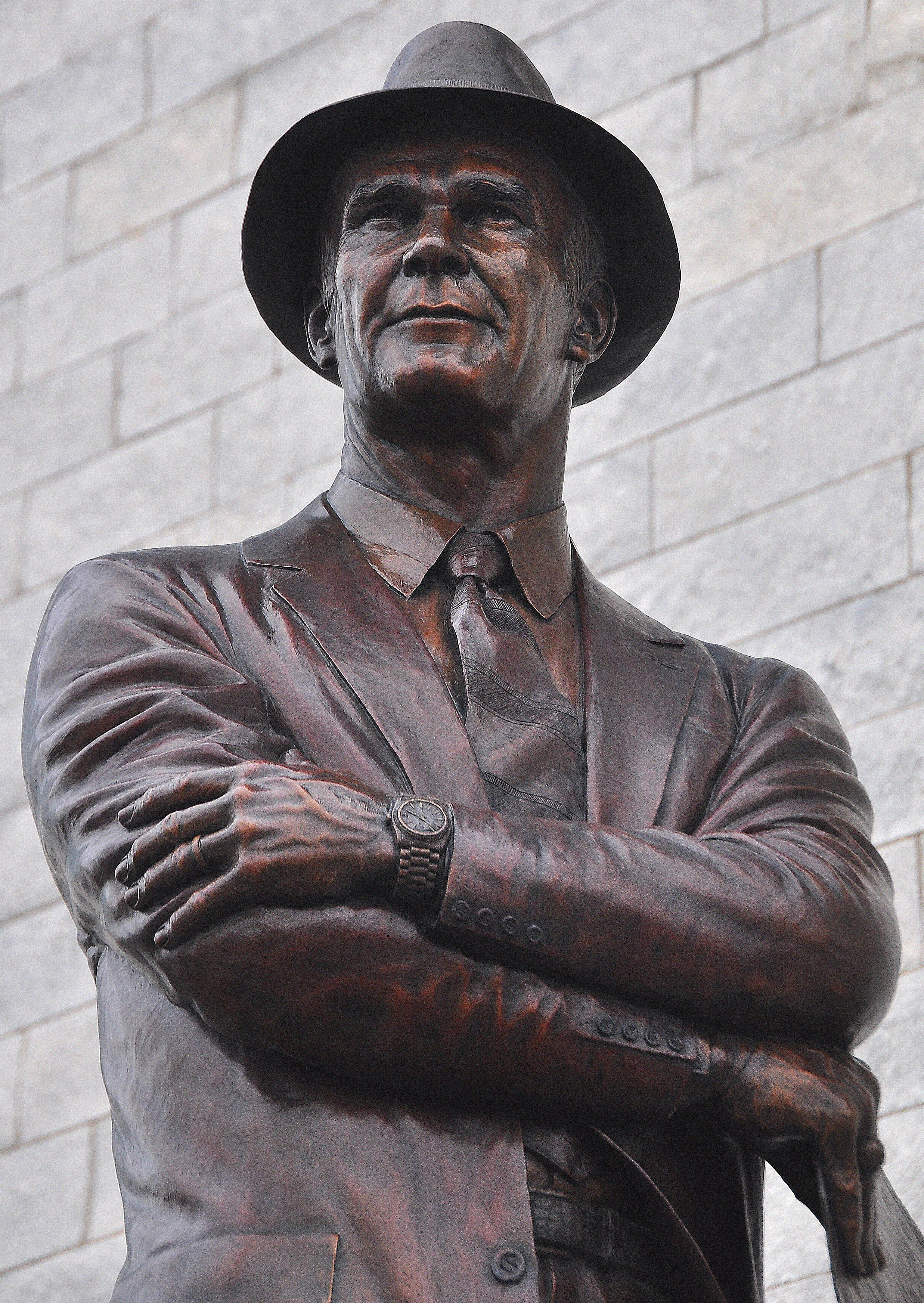
Estatua conmemorativa de Tom Landry.

Thomas Wade Landry (Mission, Texas, 11 de septiembre de 1924-Dallas, 12 de febrero de 2000) fue un jugador y entrenador de fútbol americano. Es más conocido por sus éxitos como entrenador de los Dallas Cowboys.

## Primeros años, Segunda Guerra, Universidad
Tom Landry nació en Mission, Texas, hijo de un mecánico y bombero voluntario. Asistió a la Universidad de Texas en Austin, pero interrumpió su educación por un semestre para servir en la Fuerza Aérea de los Estados Unidos como teniente segundo durante la Segunda Guerra Mundial como copiloto de un bombardero B-17, volando 30 misiones y sobreviviendo un aterrizaje forzoso en Bélgica. Terminada la guerra regresó a la universidad y jugó como fullback y back defensivo para los Texas Longhorns ganando tazones en 1948 y 1949. Fue miembro de la fraternidad universitaria Delta Kappa Epsilon. Recibió su título universitario en 1949 de la Universidad de Texas y posteriormente recibió un grado académico en ciencias en ingeniería industrial de la Universidad de Houston en 1952.

## Carrera como jugador en la NFL
Tom Landry se inició como defensive back en la AAFC en 1949 para los New York Yankees, cambiando en la temporada de 1950 a jugar con los New York Giants. En la temporada de 1954 fue seleccionado como all-pro. Jugó hasta la temporada de 1955, actuando además como entrenador asistente durante sus dos últimos años. Landry terminó su carrera como jugador con 32 intercepciones en solamente 80 partidos.

## Carrera como entrenador de la NFL
Para la temporada de 1956, Landry se convirtió en coordinador defensivo para los New York Giants, mientras que Vince Lombardi era el coordinador ofensivo. Landry lideró una de las mejores defensas entre 1956 y 1959. Los dos coaches crearon una lealtad en la tribuna llevando a los Giants a tres apariciones en el campeonato de la NFL en cuatro años. Los Giants vencieron a los Chicago Bears 47-7 en 1956, pero perdió ante los Baltimore Colts en 1958 y 1959. 
En 1960 se convirtió en el primer entrenador en jefe de los Dallas Cowboys y permaneció en la posición por 29 temporadas (1960-88). Los Cowboys tuvieron un inicio difícil con 0-11-1 durante su primera temporada y 5 victorias o menos en las siguientes cuatro. El trabajo duro y su determinación rindieron frutos y obtuvieron un récord de 7-7 en 1965. En 1966, sorprendieron a la NFL con 10 victorias y llegando al juego de campeonato. Dallas perdió el partido ante Green Bay Packers, pero fue la primera de una racha de 20 temporadas con marca ganadora entre 1966 y 1985.
Durante esta racha ganó 2 Super Bowl (1972/78), 5 títulos de Conferencia, 13 títulos divisionales, y compiló un récord de 270-178-6 siendo el cuarto entrenador con más triunfos en la historia de la NFL. Sus 20 victorias en playoff son la cifra más alta para cualquier entrenador. Obtuvo el galardón de entrenador del año en 1966. Su récord de 20 temporadas consecutivas con récord ganador es una de las rachas más importantes en la historia de los deportes profesionales. 

### La defensa 4-3
Tom Landry inventó la formación ahora popular 4-3 cuando participaba como coordinador defensivo de los New York Giants. Fue llamada 4-3 porque presenta cuatro linieros (dos alas y dos tackles a ambos lados del centro) y tres linebackers — central, izquierdo y derecho. La innovación fue el linebacker central, ya que previamente se alineaba un liniero frente al centro. Pero Landry lo recorrió dos yardas. El linebacker central para los Giants fue el legendario Sam Huff.
"Landry construyó su defensa 4-3 en torno a mí, revolucionó la defensa y abrió la puerta para todas las variantes de coberturas en zonas y personal." - Sam Huff
Landry también popularizó el uso de claves para analizar tendencias ofensivas para determinar lo que realizará la defensa.
Cuando Landry fue contratado por los Dallas Cowboys, estaba familiarizado con la ofensiva de Vince Lombardi "Run to Daylight", donde el corredor iba al espacio abierto en lugar de un hueco asignado. Landry razonó que la mejor forma de contrarrestarlo era cerrar los huecos. Para hacer esto refinó la defensa moviendo dos de los cuatro linieros fuera de la línea de scrimmage una yarda y variando quienes serían los que lo harían dependiendo de donde pensaran que ocurriría la carrera. Este cambio fue llamado "The Flex Defense", porque alteraba la alineación para contrarrestar lo que pudiera hacer la ofensiva. Había por lo tanto tres tipos de Flex Defense — strong, weak, y "tackle" — donde ambos tackles defensivos se alejaban de la línea de scrimmage. La idea con estos linieros era mejorar los ángulos de persecución para detener el Sweep — o jugada resbalada. La defensiva Flex era innovadora siendo un tipo de defensiva en zona contra la carrera. Cada defensor era responsable por un área en la que debería permanecer antes de saber hacia donde se desarrollaba la jugada.
Se ha dicho que tras implementar la defensiva Flex, buscó la forma de contrarrestarla a la ofensiva, utilizando el hombre en movimiento y la formación shotgun (Formación Escopeta). Pero su mayor contribución a la ofensiva fue el uso del "pre-shifting" donde la ofensiva cambiara de una formación a otra antes de que el balón sea centrado. Aunque esta táctica no era nueva (desarrollada por el entrenador Amos Alonzo Stagg) Landry fue el primer entrenador en usarla cotidianamente. La intención era romper las claves que utilizaba la defensa para determinar la intención de la ofensiva.

## Vida privada
Landry era conocido como un hombre tranquilo, religioso y más allá del alboroto que ocasionaban los Cowboys, que eran llamados "America's Team" o "El equipo de América". Participó con un libro de historietas promoviendo la cristiandad en los años 1980. 
La salida de Tom Landry sucedió poco después de que la franquicia fuera vendida a Jerry Jones previo a la temporada de 1989. Jones contrató a Jimmy Johnson, su anterior compañero en la Universidad de Arkansas, en el fútbol colegial. La forma en que Landry salió del equipo fue denunciada por el mundo del fútbol americano como una falta de respeto a una gran figura del deporte. En los años posteriores aunque se mantuvo la lealtad por parte de los fanáticos del equipo, persistieron diferencias con Jones por el trato que se le dio al legendario entrenador.
El éxito de Landry en cerca de tres décadas provocó que entrara en el Salón de la Fama en 1990, menos de dos años después de su último juego. Entró en el Anillo de Honor de los Dallas Cowboys en el Texas Stadium en 1993.
Landry murió en Dallas de leucemia el 12 de febrero de 2000. Los Cowboys usaron un parche en sus uniformes durante la temporada de 2000 mostrando la marca distintiva de Landry, el sombrero fedora.

## Frases célebres
- "When you want to win a game, you have to teach. When you lose a game, you have to learn." (Cuando quieres ganar un juego, tienes que enseñar. Cuando pierdes, tienes que aprender.)

- "Leadership is a matter of having people look at you and gain confidence, seeing how you react. If you're in control, they're in control." (El liderazgo es un asunto que tiene que ver con que la gente te mire y obtenga confianza viendo cómo reaccionas. Si te mantienes controlado, ellos se mantendrán controlados también).

## Números
- Record
  - Temporada regular 250-162-6
  - Playoff 20-16
- Super Bowl
  - Super Bowl XII
  - Super Bowl VI
- Campeonatos de la NFC
  - 1978
  - 1977
  - 1975
  - 1971
  - 1970